# 葛本仪
葛本仪（1933年2月—2020年1月16日），女，山东潍坊人，生于青岛。中国汉语语言学家。山东大学文学院教授。

## 生平
1951年9月考入山东大学中文系，1955年7月毕业后留校任教，历任讲师、副教授、教授。1993年成为中国第一位汉语词汇学博士生导师。同时兼任山东省逻辑与语言研究会理事长，中国逻辑与语言研究会理事，山东省语言学会常务理事等职。曾获山东省三八红旗手称号，1988年获“山东省专业技术拔尖人才”称号，1992年获国务院政府特殊津贴，2018年7月获第十二届山东省社会科学突出贡献奖。2020年1月16日在济南逝世。

## 著作
长期从事语言学研究，尤以词汇研究见长。出版专著《现代汉语词汇》《汉语词汇研究》《现代汉语词汇学》《汉语词汇学》等，主编《信息处理用现代汉语三万词语集》《当代汉语流通频度词典》《语言学概论》《新教学语法概论》《实用中国语言学词典》《汉语词汇论》等。代表性论文《汉语的造词与构词》《论合成词素》《词义的语用研究》《论动态词义》《词义演变规律述略》《再论同义词》等。